# Julien Sarraute
Pas d'image ? Cliquez ici

a Compétitions nationales et continentales officielles uniquement.

Julien Sarraute, né le 8 mai 1979 à Toulouse, est un joueur en un entraîneur français de rugby à XV.
Après une carrière de joueur écourtée par des blessures, notamment au FC Auch en Top 14, il s’oriente vers l’encadrement technique. Il entraîne successivement au FC Auch puis à Colomiers rugby, où il devient entraîneur principal de l’équipe professionnelle entre 2018 et 2025.
Spécialiste de la formation, il rejoint la Section paloise à l’intersaison 2025-2026 en tant qu’entraîneur du centre de formation.

## Biographie
Originaire de Cugnaux, Julien Sarraute débute la pratique du rugby à XV dans sa ville natale. Il poursuit sa formation au Lombez Samatan Club, puis évolue successivement au Castres olympique et au FC Auch Gers. Avec ce dernier, il dispute notamment le Top 16 lors de la saison 2004-2005 puis le Top 14 en 2007-2008. Il met un terme à sa carrière de joueur en 2008 sous les couleurs de l'Entente Astarac Bigorre XV, dans le département du Gers.
Contraint de mettre fin prématurément à sa carrière, il se reconvertit dans l’encadrement technique et devient entraîneur des arrières puis directeur du centre de formation du FC Auch Gers.
Dès 2002, il bénéficie d’un emploi-jeune auprès de l’école de rugby et du centre de formation du FC Auch Gers, encadré par Henry Broncan. Il gravit progressivement les échelons de la filière technique, encadrant successivement les différentes catégories de jeunes du club. Sur proposition d’Henry Broncan, il est nommé directeur du centre de formation du club. Le 6 février 2008, à 28 ans, il est promu entraîneur des arrières de l’équipe première, aux côtés de Pierre-Henry Broncan, à la suite d’un remaniement du staff technique. Il cumule alors les fonctions d’entraîneur et de directeur du centre de formation pendant dix saisons.
À la suite de la liquidation de la SASP du FC Auch en 2017, il rejoint l'US Colomiers en tant qu’entraîneur des trois-quarts. Il est nommé entraîneur principal de l’équipe professionnelle en 2018, désormais connue sous le nom de Colomiers Rugby.
Sous sa direction, Colomiers se hisse à trois reprises dans le top 6 de Pro D2, notamment lors de la saison 2019-2020 interrompue par la pandémie de Covid-19, au cours de laquelle le club occupait la première place du classement. Lors des saisons 2020-2021 et 2021-2022, Colomiers se qualifie pour les phases finales mais est à chaque fois éliminé en match de barrage par Oyonnax.
Julien Sarraute accorde une place importante à la formation et à l’intégration de jeunes joueurs issus du centre de formation de Colomiers. Entre 2018 et 2024, vingt-six contrats professionnels sont signés avec ces joueurs. Certains d’entre eux, comme Yoram Moefana, Gaëtan Barlot, Pierre-Samuel Pacheco, Bastien Vergnes-Taillefer ou encore Ugo Pacome rejoignent ensuite des clubs de Top 14 et, pour certains, l’équipe de France.
Julien Sarraute quitte Colomiers à l’issue de la saison 2024-2025, après huit années passées au sein de l’encadrement du club.
Au début de la saison 2025-2026, il rejoint la Section paloise en tant qu'entraîneur du centre de formation, en remplacement de Brandon Fajardo, promu directeur sportif adjoint du club.

## Palmarès

### En club
Avec le FC Auch
- Championnat de France de Pro D2 :
  - Champion (2) : 2004 et 2007
- Bouclier européen :
  - Vainqueur (1) : 2005[7]

## Bilan en tant qu'entraîneur
| Saison      | Club            | Division | Poste                   | Classement                 | Coupe d'Europe | Challenge européen |
| ----------- | --------------- | -------- | ----------------------- | -------------------------- | -------------- | ------------------ |
| 2018 - 2019 | Colomiers rugby | Pro D2   | Entraîneur des arrières | 13e                        | -              | -                  |
| 2019 - 2020 | Colomiers rugby | Pro D2   | Entraîneur en chef      | 1re (arrêt du championnat) | -              | -                  |
| 2020 - 2021 | Colomiers rugby | Pro D2   | Entraîneur en chef      | 5e, éliminé en barrages    | -              | -                  |
| 2021 - 2022 | Colomiers rugby | Pro D2   | Entraîneur en chef      | 6e, éliminé en barrages    | -              | -                  |
| 2022 - 2023 | Colomiers rugby | Pro D2   | Entraîneur en chef      | 7e                         | -              | -                  |
| 2023 - 2024 | Colomiers rugby | Pro D2   | Entraîneur en chef      | 10e                        | -              | -                  |
| 2024 - 2025 | Colomiers rugby | Pro D2   | Entraîneur en chef      | 3e, éliminé en barrages    | -              | -                  |